# Астерикс
 Тази статия е за комикс поредица.  За изкуствения спътник вижте Астерикс (спътник).  
Астерикс или Приключенията на Астерикс (на френски: Astérix, по-рано познат като Astérix le Gaulois – Астерикс галът) е френска поредица от комикси за жителите на едно галско село, които благодарение на магическа отвара, повишаваща силите им, се съпротивляват срещу силите на Римската републиканска армия на Юлий Цезар в неисторически разказ за времето след Галските войни. Много приключения отвеждат главния герой Астерикс и неговия приятел Обеликс в Рим и отвъд него.
Поредицата се появява за първи път във френско-белгийското комикс списание Пильот (Pilote) на 29 октомври 1959 г. Написана е от Рьоне Госини и илюстрирана от Албер Юдерзо до смъртта на Госини през 1977 г. След това Юдерзо поема сценария до 2009 г., когато продава правата на издателската компания Ашет. Юдерзо умира през 2020 г. През 2013 г. нов екип, състоящ се от Жан-Ив Фери (сценарий) и Дидие Конрад (илюстрации), поема работата. Към 2023 г. са издадени 40 тома; най-скорошният е написан от новия писател Фабкаро и е издаден на 26 октомври 2023 г.
Към 2023 г. година общият тираж на томовете е 393 милиона копия, което ги прави най-продаваната европейска поредица комикси и втората най-продавана поредица комикси в историята след One Piece.

## Описание
Комиксите обикновено започват със следното въведение:
Петдесета година преди Христа. Цяла Галия е завладяна от римляните. Цяла ли? Не! Едно селце, обитавано от непокорни гали, все още не се е предало на неприятеля. Не им е леко на римските легиони, които заемат укрепените лагери Баклавиум, Аквариум, Лауданум и Галфониум...
Поредицата проследява приключенията на жителите от едно галско село, докато се съпротивляват на римската окупация през 50 г. пр.н.е. Те правят това, използвайки магическа отвара, приготвена от техния друид Панорамикс, която временно дава на получателя свръхчовешка сила. Главните герои, Астерикс и неговият приятел Обеликс, преживяват различни приключения. Окончанието -икс и на двете имена (както и на всички други псевдогалски имена) намеква за наставката -рикс (която означава крал, подобно на латинското -рекс), присъстващо в имената на много истински галски вождове, като Верцингеторикс, Оргеторикс и Думнорикс.
В някои от историите те пътуват до чужди страни, докато други се развиват в и около тяхното село. През по-голямата част от историята на поредицата (томове от 4 до 29) действието се редува в Галия и чужбина, като четни томове се развиват в чужбина, а нечетни томове – в Галия, предимно в селото.
Поредицата за Астерикс е един от най-популярните френско-белгийски комикси в света, като към 2009 г. е преведена на 111 езика и диалекта.
Успехът на поредицата води до адаптацията на книгите в 15 филма: десет анимационни и пет игрални (два от които, Астерикс и Обеликс: Мисия Клеопатра и Астерикс и Обеликс срещу Цезар, са големи бокс офис успехи във Франция). Има и редица игри, базирани на героите, както и тематичен парк близо до Париж – Парк Астерикс. Първият френски спътник, Астерикс, изстрелян през 1965 г., е кръстен на героя, чието име е близко до гръцкото ἀστήρ и латинското astrum, което означава звезда. Към 20 април 2022 г. 385  милиона копия от книгите за Астерикс са продадени по целия свят и са преведени на 111 езика, което я прави най-превежданата поредица комикси в света, като създателите Рене Госини и Алберт Удерзо са най-продаваните автори на Франция в чужбина.

## История на публикациите
Преди създаването на поредицата за Астерикс, Госини и Юдерзо имат успех със своята поредица Oumpah-pah, която е публикувана в списание Тинтин. Астерикс първоначално е публикуван в списание Пильот, дебютирайки в първия брой на 29 октомври 1959 г. През 1961 г. е публикувана първата книга, озаглавена Астерикс: Галският герой. Оттогава книгите се издават обикновено ежегодно. Успехът им е нарастващ; първата книга е продадена в 6000 екземпляра в годината на публикуване; година по-късно втората е продадена в 20 000 тираж. През 1963 г. третата е продадена в 40 000 екземпляра; четвъртата, издадена през 1964 г., е продадена в 150 000 бройки. Година по-късно петата е продадена в тираж от 300 000 копия; Астерикс и голямата битка от 1966 г. е продадена в тираж от 400 000 бройки при първоначалното публикуване. Деветият том на Астерикс, издаден за първи път през 1967 г., е продаден в 1,2 милиона копия за два дни.
Първите предварителни скици на Юдерзо изобразяват Астерикс като огромен и силен традиционен галски воин. Но Госини има различна картина в съзнанието си, представяйки си Астерикс като хитър и дребен воин, който притежава повече интелигентност и остроумие, отколкото сурова сила. Юдерзо обаче смята, че омаловаженият герой се нуждае от силен, но не особено привлекателен спътник, с което Госини се съгласява. Така се ражда Обеликс. Въпреки нарастващата популярност на Астерикс сред читателите, финансовата подкрепа за изданието на Пильот се прекратява. Списанието е поето от Жорж Дарго.
Когато Госини умира през 1977 г., Юдерзо продължава поредицата по многобройни молби на читателите, които го умоляват да продължи. Той продължава да издава нови томове от поредицата, но по-рядко. Много критици и фенове на поредицата предпочитат по-ранните сътрудничества с Госини. Юдерзо създава собствена издателска компания, Албер Рене, която публикува всеки албум, нарисуван и написан от Юдерзо самостоятелно оттогава. Дарго, първоначалният издател на поредицата, обаче запазва правата за публикуване на първите 24 книги, направени както от Юдерзо, така и от Госини. През 1990 г. семейства Юдерзо и Госини решават да съдят Дарго, за да поемат правата. През 1998 г., след дълъг съдебен процес, Дарго губи правата да публикува и продава книгите. Юдерзо решава да продаде тези права на Ашет вместо на Албер Рене, но правата за публикуване на нови книги все още са собственост на Албер Юдерзо (40%), Силви Юдерзо (20%) и Ане Госини (40%).
През декември 2008 г. Юдерзо продава дела си на Ашет, която поема компанията. В писмо, публикувано във френския вестник Монд през 2009 г., дъщерята на Юдерзо, Силви, атакува решението на баща си да продаде семейното издателство и правата за създаване на нови приключения на Астерикс след смъртта му. Тя казва:
... съ-създателят на Астерикс, героят от френските комикси, е предал галския воин на съвременните римляни – мъжете на индустрията и финансите
Дъщерята на Рене Госини, Ане, също дава съгласието си за продължаване на поредицата и продава правата си едновременно. Твърди се, че тя казва, че „Астерикс вече е имал два живота: един по време на живота на баща ми и един след него. Защо не и трети?“. Няколко месеца по-късно Юдерзо назначава трима илюстратори, които са негови асистенти в продължение на много години, да продължат поредицата. През 2011 г. Юдерзо обявява, че нов албум Астерикс ще излезе през 2013 г., като историята ще бъде написана от Жан-Ив Фери, а рисунката – от Фредерик Мебарки. Година по-късно, през 2012 г., издателство Албер Рене обявява, че Фредерик Мебарки се оттегля от рисуването на новия албум поради натиска, който изпитва, следвайки стъпките на Юдерзо. Официално е обявено, че комикс художникът Дидие Конрад ще поеме рисуването от Мебарки, като крайният срок за издаване на новия албум през 2013 г. остава непроменен.
През януари 2015 г., след убийството на седем карикатуристи в сатиричния парижки седмичник Шарли Ебдо, създателят на Астерикс Албер Юдерзо се връща от пенсионирането си, за да нарисува две картини с Астерикс в памет на жертвите.

## Списък с книги
Книги 1–24, 32 и 34 са от Госини и Юдерзо. Книги 25–31 и 33 са само от Юдерзо. Книги 35–39 са от Жан-Ив Фери и Дидие Конрад. Посочените години са за първите издания.
1. Астерикс: Галският герой (1961)
2. Астерикс: Златният сърп (1962)
3. Астерикс и готите (1963)
4. Астерикс Гладиатор (1964)
5. Астерикс: Обиколката на Галия (1965)
6. Астерикс и Клеопатра (1965)
7. Астерикс: Вожд срещу вожд (1966)
8. Астерикс при бритите (1966)
9. Астерикс и норманите (1966)
10. Астерикс: Легионер (1967)
11. Астерикс: Арвернският щит (1968)
12. Астерикс на Олимпийските игри (1968)
13. Астерикс и казана (1969)
14. Астерикс в Испания (1969)
15. Астерикс и римския агент (1970)
16. Астерикс в Швейцария (1970)
17. Астерикс – Имението на боговете (1971)
18. Астерикс и лавровия венец (1971)
19. Астерикс и предсказателя (1972)
20. Астерикс в Корсика (1973)
21. Астерикс и дарът на Цезар (1974)
22. Астерикс в Америка (1975)
23. Обеликс и компания (1976)
24. Астерикс в Белгия (1979)
25. Астерикс и голямото разделение (1980)
26. Астерикс и черното злато (1981)
27. Астерикс и син (1983)
28. Астерикс и летящото килимче (1987)
29. Астерикс и тайното оръжие (1991)
30. Астерикс на морски круиз (1996)
31. Астерикс и актрисата (2001)
32. Астерикс и училището (2003)
33. Астерикс и падащите небеса (2005)
34. Рожденият ден на Астерикс и Обеликс – Златната книга (2009)
35. Астерикс и пиктите (2013)
36. Астерикс и липсващия списък (2015)
37. Астерикс и състезанието с колесници (2017)
38. Астерикс и дъщерята на вожда (2019)
39. Астерикс и грифонът (2021)
40. Астерикс и белият ирис (2023)
41. Астерикс в Лузитания (2025)

- Неканонични томове:
  - Астерикс завладява Рим, том 23, преди Обеликс и компания (1976)
  - Как Обеликс падна в магическата отвара, когато беше малко дете (1989)
  - Юдерзо, скициран от своите приятели (1996)
  - Дванадесетте подвига на Астерикс (2016)[20]

Астерикс завладява Рим е комиксова адаптация на анимационния филм Дванадесетте подвига на Астерикс. Комиксът е издаден през 1976 г. и е том 23, но рядко е преиздаван и не се счита за част от канона.
През 1996 г. е издадена книгата Юдерзо, скициран от своите приятели, която съдържа 21 кратки разказа за Юдерзо в Галия.
През 2007 г. е публикуван 60-страничният сборник Астерикс и неговите приятели, илюстриран от 34 европейски карикатуристи.
През 2016 г. френското издателство Ашет, Ане Госини и Албер Юдерзо решават да направят специално издание на тома Дванадесетте подвига на Астерикс по случай 40-годишнина на едноименния анимационен филм.

## История и персонажи
След дълги сражения през 50 г. пр. Хр., Рим завладява галите. Дори славният галски вожд Верцингеторикс се предава пред римския пълководец Юлий Цезар. Почти цяла Галия е покорена, но едно малко селце успява да отблъсне завоевателите и остава независимо. Римляните напразно се опитват да го подчинят, но гордите и свободолюбиви гали винаги удържат на нападенията им. Те са обградени от римски военни лагери, които следят всяка тяхна стъпка. Легионите имат за задача да научат на какво се дължи необикновената сила на непокорните гали. Истината е, че селският друид Панорамикс приготвя вълшебна отвара, която дава свръхчовешка сила на населението, помагаща им в борбата срещу нашествениците.
Най-славният герой в цялото село е ниският и прозорлив Астерикс. Въпреки че той също използва вълшебната отвара, за да се справя с досадните римляни, често дребният гал използа и проницателния си ум, измъкващ го от доста тежки ситуации. Непрекъснат спътник в опасните му приключения е неговият приятел Обеликс – едър и пълен гал, който няма нужда от помощта на жреца Панорамикс, понеже като малък е паднал в котела с вълшебната отваря. Отеогава той има необикновена сила, която често го въвлича в неприятности. Самия Обеликс не се слави с голям интелект, но за сметка на това има добро сърце. Домашен любимец на едрия гал е дребното бяло кученце – Идефикс. Тримата нерядко спасяват цялото село от сигурна гибел и са най-големият страх на великия римски пълководец Юлий Цезар.
Останалите жители на чудноватото село са: вожда Найдобрикс, който непрекъснато се страхува, че небето ще се сгромоляса върху главата му; Всебезрикс (Какафоникс, Гонипубликс), местният бард, дразнещ всички със своето фалшиво пеене, и неговите най-големи „почитатели“ Азбучникс продавача на риба (често обвиняван заради смрадливата си стока) и Ковачникс (Автоматикс) – ковача на селото.

## Адаптации
Всички филми са базирани на издадените комикси.

### Анимационни филми
- 1967 – „Астерикс Галът“
- 1968 – „Астерикс и Клеопатра“
- 1976 – „12-те подвига на Астерикс“
- 1985 – „Астерикс срещу Цезар“
- 1986 – „Астерикс в Британия“
- 1989 – „Астерикс и голямата битка“
- 1994 – „Астерикс и индианците“
- 2006 – „Астерикс и викингите“
- 2014 – „Астерикс: Имението на боговете“
- 2019 – „Астерикс: Тайната на вълшебната отвара“

### Игрални филми
- 1999 – „Астерикс и Обеликс срещу Цезар“
- 2002 – „Астерикс и Обеликс: Мисия Клеопатра“
- 2008 – „Астерикс на Олимпийските игри“
- 2012 – „Астерикс и Обеликс: Бог да пази Британия“
- 2023 – „Астерикс и Обеликс: Мисия Китай“

### Видеоигри

#### Asterix and Obelix-Mission XXL 2
Asterix and Obelix-Mission XXL 2 е видеоигра за комиксовия герой Астерикс и другаря му Обеликс. В играта се разказва, че Панорамикс е отвлечен от Юлий Цезар, заедно с трима души. Един шпионин вижда всичко това и взима златният сърп, оставен от Панорамикс на един дъб. Когато Астерикс разбира това, се ядосва и пита шпионина дали Панорамикс е предател. Той се казва Сам Шифър, което е пародия на Сам Фишър от играта Splinter Cell и съобщава, че Цезар е построил град на име Лас Вегум (което е пародия на Лас Вегас). Галът и другарят му отиват по заповед на Найдобрикс в този град. Играта е направена от Атари и е продължение на Asterix and Obelix-Mission XXL и е за конзоли и за PC. В самата игра е направена пародия на историята на видеоигрите и първата част е направена през 2003, втората е направена през 2005. През 2006 е направен римейк на играта.

#### Asterix at the Olympic Games
Asterix at the Olympic Games е видеоигра, която се базира на филма „Астерикс на олимпийските игри“ и е предлагана за PC и PlayStation 2 конзоли. В играта се разказва за завърналия се от Гърция млад гал Влюбеникс. Там той е видял красивата принцеса Ирина и се влюбил в нея от пръв поглед. Ала за беда той узнал, че тя ще се жени за сина на Юлий Цезар – Брут. Но Влюбеникс открива начин да се ожени за нея – чрез Олимпийските игри, тъй като те са достъпни за римляни (галите са под римска власт) и че най-красивият мъж от спечелилата нация ще се ожени за Ирина.
В галското село Астерикс и Обеликс отиват при Панорамикс и виждат, че е направен от папирус. След това се появява Сам Шифър и разкрива на своите приятели гали, че е бил в градчето Олимпия на тайна мисия и е открил, че зъл професор на име Доктормаб е създал ключ за достъп до паралелни светове и че Панорамикс е от папирус, поради този ключ. Астерикс, Обеликс, Панорамикс, Влюбеникс и Идефикс отиват до Олимпия, за да спечелят Олимпийските игри и да унищожат ключа за паралелни светове. Играта е създадена от Атари.